# Ironton (Ohio)
Ironton è una località degli Stati Uniti d'America, capoluogo della contea di Lawrence, nello Stato dell'Ohio.